# Tirschenreuth
Tirschenreuth je hlavní město zemského okresu Tirschenreuth. Nachází se na severovýchodě Bavorska, velmi blízko hranic s Českou republikou, poblíž Tachova.

## Poloha
Tirschenreuth se nachází na severu Horní Falce, kolem 120 kilometrů severně od Řezna a 56 kilometrů východně od Bayreuthu.

## Městské části
Následující obce, vsi a dvory patří pod správu Tirschenreuthu:
- Großkonreuth
- Kleinklenau
- Brunn
- Gründlbach
- Haid
- Höfen
- Hohenwald
- Kleinkonreuth
- Lengenfeld
- Lohnsitz
- Marchaney
- Matzersreuth
- Mooslohe
- Popenreuth
- Pilmersreuth a. d. Straße
- Pilmersreuth a. Wald
- Rosall
- Rothenbürg
- Sägmühle
- Wondreb
- Wondrebhammer
- Zeidlweid
- Ziegelhütte

## Ekonomika
Jedna ze známých společností, která sídlí v Tirschenreuthu je Hamm AG, společnost vyrábějící vibrační válce.
Tirschenreuth je také známý díky kvalitnímu porcelánu, jehož některé kusy jsou velice vyhledávány sběrateli.

## Partnerská města
- La Ville-du-Bois, Francie (2001)
- Planá, Česko (2008)
- Lauf an der Pegnitz, Německo (2011)

## Rodáci
- Johann Andreas Schmeller (1785–1852), německý jazykovědec, dialektolog
- Julia Reisingerová (* 1998), česká basketbalistka